# 髒剋

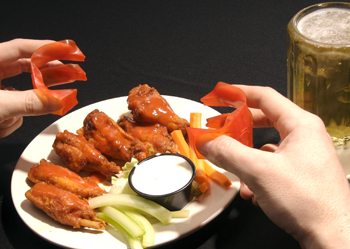

髒剋（英語：Trongs）是一種夾子外型的餐具，有3個點可供手指操控，透過這種餐具來吃油膩或黏黏的食物，如烤羊排、烤肉和火雞等，不會把手弄髒，並具有撕裂食物的功用。髒剋以聚丙烯材質製造。

## 簡史
2007年，Eric Zimmermann、Dan Ferrara Jr.2人在紐約工作，有一天因為工作很晚，便打算去吃小雞腿。吃到一半手機突然響起，可是因為手髒無法馬上接聽，Dan錯過了這通電話。那一刻他們有所領悟，發明的構想便因此誕生。

## 外部連結
- （简体中文）菁英画报-直线思维 惹笑设计
- （繁體中文）髒剋的介紹與使用（網站內有圖像、影片）[永久]